# Saskatchewan Census Division No. 7
Die Census Division No. 7 in der kanadischen Provinz Saskatchewan hat eine Fläche von 18.707,37 km², es leben dort 47.413 Einwohner. 2011 betrug die Einwohnerzahl 46.648. Größter Ort in der Division ist Moose Jaw.

## Gemeinden
City
- Moose Jaw

Towns
- Central Butte
- Craik
- Herbert
- Morse

Villages
- Aylesbury
- Beechy
- Brownlee
- Caronport
- Chaplin
- Coderre
- Ernfold
- Eyebrow
- Hodgeville
- Keeler
- Lucky Lake
- Marquis
- Mortlach
- Riverhurst
- Rush Lake
- Shamrock
- Tugaske
- Tuxford
- Waldeck

Resort Villages
- Beaver Flat
- Coteau Beach
- Mistusinne
- South Lake
- Sun Valley

Hamlets
- Bateman
- Caron
- Demaine
- Gouldtown
- Main Centre
- Neidpath
- Parkbeg

Unbewohnt
- Dunblane

## Gemeindefreie Gebiete
- Birsay
- Bushell Park
- Courval
- Prairie View

## Rural Municipalities
- RM Baildon No. 131
- RM Hillsborough No. 132
- RM Rodgers No. 133
- RM Shamrock No. 134
- RM Lawtonia No. 135
- RM Coulee No. 136
- RM Moose Jaw No. 161
- RM Caron No. 162
- RM Wheatlands No. 163
- RM Chaplin No. 164
- RM Morse No. 165
- RM Excelsior No. 166
- RM Marquis No. 191
- RM Eyebrow No. 193
- RM Enfield No. 194
- RM Craik No. 222
- RM Huron No. 223
- RM Maple Bush No. 224
- RM Canaan No. 225
- RM Victory No. 226
- RM Coteau No. 255
- RM King George No. 156